# Гора Боуен
Гора Боуен (англ. Mount Bowen) — гора в Антарктиді, знаходиться в горах Принца Альберта у Землі Вікторії, на північ від льодовика Девіса та за 11 км на південь — південний захід від гори Говарда. Висота 1875 м. Гора, в першу чергу, складаються із шарів пісковика, а вершина цілком вкрита чорним каменем.
Гора була відкрита Британською антарктичною експедицією 1901–1904 років, під керівництвом Роберта Скотта, і названа на честь ново-зеландського політичного діяча Чарльза Боуена, одного із спонсорів експедиції.